# Max Mercury
Max Mercury es un personaje ficticio, un superhéroe de DC Comics basado en Quicksilver de Quality Comics. Inicialmente un veloz velocista, el personaje fue reinvetado por Mark Waid en las páginas de The Flash y se convirtió en un mentor de Wally West.
Max Mercury aparece en The Flash, interpretado por Trevor Carroll.

## Historia de la publicación
Apareció por primera vez en Quality's National Comics #5, portada de noviembre de 1940, como Quicksilver. Casi nada se reveló sobre ese personaje, excepto que poseía supervelocidad y su identidad secreta tenía el primer nombre "Max". Debido a los antecedentes indistintos del personaje, décadas después, el escritor Mark Waid pudo reinventar al personaje en The Flash sin contradecir nada. Cuando el personaje reapareció a principios de la década de 1990 en The Flash, su nombre tuvo que cambiarse de "Quicksilver" a "Mercury" para evitar confusiones con Quicksilver de Marvel Comics.

## Biografía del personaje
En el origen del personaje de Waid, fue originalmente un explorador de la Caballería de los EE. UU. En la década de 1830. Un amigo de las tribus indígenas locales, se sorprendió y consternó al encontrarlos masacrados por orden de su comandante. Embrujado por un chamán indio moribundo, ganó súper velocidad. En los años que siguieron, se hizo conocido por los indios como Ahwehota ("El que corre más allá del viento"), y para todos los demás como Windrunner.
Mercury ha viajado repetidamente a través del tiempo, buscando ingresar a la llamada Fuerza de la Velocidad. Por lo general, rebota y se encuentra décadas en el futuro. Su primer intento lo dejó en la década de 1890, donde creó una nueva identidad para sí mismo como Whip Whirlwind. Más tarde, viajó de nuevo al frente, y estuvo activo en los años 1930 y 1940 como Quicksilver cuando actuó como mentor del incipiente Flash de la Edad de oro y Johnny Quick.
En 1948, tuvo una aventura amorosa con la esposa de un médico que le había salvado la vida. Cuando el doctor se enteró de esto y su esposa volvió al lado de su esposo, Max huyó hacia el futuro una vez más. Luego reapareció a principios de la década de 1960, donde luchó contra Savitar y se recuperó aún más adelante en el tiempo. Pasó algunos años escondido, pero Jay Garrick lo persuadió para que volviera a la acción contra el Profesor Zoom (que se hacía pasar por Barry Allen). En los últimos años, ha sido el mentor de Wally West y más tarde Bart Allen (alias Impulso). Le enseñó a West sobre la Fuerza de la Velocidad y lo ayudó a acceder a toda velocidad alentándolo a romper un bloqueo mental que le había impuesto a sus poderes, evitando que Wally fuera tan rápido como Barry porque realmente habría reemplazado a su tío como Flash. También intentó enseñar a Impulso una medida de paciencia con resultados variados. Mientras vivía con Bart, Max conoció a una médico anciana llamada Helen Claiborne, quien resultó ser su hija de su aventura anterior.
Durante el Impulse #88 (septiembre de 2002, uno de los últimos números), el cuerpo de Max está poseído por el espíritu de un supervillano de la Edad de Oro: el Rival. Mientras todavía está en el cuerpo de Max, el rival escapa a algún lugar desconocido en el tiempo.
En Infinite Crisis #4, Max aparece en la Fuerza de la velocidad, donde su espíritu fue encarcelado después de que el rival escapara del mismo peligro al poseer el cuerpo de Max. Max ayuda a Johnny Quick, Bart Allen y otros velocistas a llevar al asesino Superboy Prime a otro reino mucho más allá de la fuerza de la velocidad.
En The Flash: Rebirth #4, Max ha regresado recientemente, ya que Barry Allen, quien regresó, lo ayuda a sacarlo de la "Fuerza Negativa de Velocidad" controlada por el Profesor Zoom. Dado que esto sigue los posibles cambios de continuidad de la "Trilogía de Crisis", no está claro si el rival todavía está en posesión del cuerpo original de Mercury.

## Poderes y habilidades
Max es un humano que posee una velocidad sobrehumana otorgada por antiguos ritos nativos americanos. Su velocidad es suficiente para poder acelerar mucho más allá del límite de supervelocidad Mach 1 estándar o la velocidad del sonido; aunque no puede alcanzar la velocidad de escape. Con el tiempo, trató de encontrar el combustible para sus poderes (y los de otros velocistas): la Fuerza de la velocidad llegando a ser un conducto para esta. Aunque nunca entró del todo ni obtuvo sus energías para impulsar su velocidad, sus intentos le permitieron viajar a través del tiempo. Al igual que los Flash el posee curación acelerada, sentidos mejorados, acceso a la fuerza de la velocidad, vibración molecular. La fuerza de la velocidad también le brinda un aura que lo protege de los efectos adversos de la velocidad
Entre sus compañeros, Max es único en sus intentos por comprender la Fuerza de la Velocidad de una manera mística (a la que otros personajes se refieren como "Zen"). También se diferencia de otros velocistas debido a su agilidad; no puede correr tan rápido como los Flash, pero tiene una mayor habilidad para realizar acrobacias y acciones finamente coordinadas que ellos. Por lo tanto, incluso fue capaz de superar al Profesor Zoom durante su pelea inicial, aunque Zoom aún obtuvo la ventaja al amenazar a personas inocentes.

## Otras versiones

### JSA: La edad de oro
Max Mercury operó como el "hombre misterioso" conocido como Quicksilver durante la Segunda Guerra Mundial como miembro del Escuadrón All-Star. Sus hazañas de la posguerra, si hubo alguna, no fueron registradas. En 1950, asistió al mitin en Washington D. C., donde todos los superhéroes disfrazados debían aparecer por decreto presidencial para mostrar su lealtad. Durante el mitin, Joan Dale expuso públicamente a Tex Thompson como Ultra-Humanidad e intentó también exponer a Dynaman como Adolf Hitler en el cuerpo de Daniel Dunbar cuando Ultra-Humnidad hizo que Robert Crane (Robotman) lo silenciara asesinándolo en público. Hourman (Rex Tyler) se hizo cargo de Joan Dale al exponer tanto a Thompson como a Dunbar

### Flashpoint
En la realidad de Flashpoint, Windrunner está en el siglo XVIII cuando Kid Flash (que inconscientemente estaba siendo controlado por la fuerza de la velocidad) se acercó a él creyendo que Windrunner estaría destinado a convertirse en la versión mundial de Max Mercury, intentando hablar con el al tocarlo Windrunner murió, esto porque la fuerza de la velocidad hizo que lo matara para que Bart le diera toda la Velocidad a su abuelo a lo largo del tiempo y el espacio para arreglar la línea de tiempo.

## En otros medios

### Televisión
- Un personajes similar a Max Mercury hace una aparición de cameo en la serie animada Liga de la Justicia Ilimitada. Durante el primer episodio de la serie, Superman da un discurso de introducción a todos los miembros nuevos de la Liga, donde en un toma panorámica pueden apreciarse muchos personajes, algunos de los cuales nunca fueron reveladas sus identidades.[12]
- Max Mercury aparece en el episodio de The Flash "A New World" Pt. 4, interpretado por Trevor Carroll. Esta versión fue elegida por Flash para convertirse en un velocista.[13]

### Juguetes y juegos
- Se han realizado dos versiones de Max Mercury como figuras coleccionables en el juego de miniaturas WizKids/NECA HeroClix, ambas como parte del set "The Flash".

- DC Direct lanzó una figura de seis pulgadas de Max junto con una figura de Impulso en 2000.[14]